# ГӀ
ГӀ, гӀ — кириллический диграф, используемый в агульском, арчинском, аварском, цахурском, чеченском, ингушском, татском, абазинском, рутульском и даргинском языках. 

## Использование
В арчинском, аварском и даргинском языках он обозначает звук [ʕ]. В рутульском и чеченском языках он обозначает звук [ɣ]. В ингушском — [ʁ]. 
Пример использования диграфа в арчинском языке: гӀа́адат — обычай, закон, традиция.